# Liste der Stolpersteine in Berlin-Buckow
Die Liste der Stolpersteine in Berlin-Buckow enthält die Stolpersteine im Berliner Ortsteil Buckow im Bezirk Neukölln, die an das Schicksal der Menschen erinnern, die im Nationalsozialismus ermordet, deportiert, vertrieben oder in den Suizid getrieben wurden. Die Tabelle erfasst insgesamt 2 Stolpersteine und ist teilweise sortierbar; die Grundsortierung erfolgt alphabetisch nach dem Familiennamen.
| Bild | Name              | Adresse und Koordinate () | Adresse und Koordinate () | Verlegedatum | Leben |
| ---- | ----------------- | ------------------------- | ------------------------- | ------------ | ----- |
|      | Konrad Ehrlich    | Alt-Buckow 21             |                           | 5. Apr. 2022 |       |
|      | Margarete Ehrlich | Alt-Buckow 21             |                           | 5. Apr. 2022 |       |